# Тихонов, Владимир Александрович
Влади́мир Алекса́ндрович Ти́хонов (13 сентября 1927, Верхотурье, Свердловская область — 16 марта 1994, Москва) — советский и российский экономист, общественный и политический деятель. Академик ВАСХНИЛ.

## Биография
Во время Великой Отечественной войны работал на заводе, учился в лётном училище, а в 1944—1945 годах был на фронте. В 17 лет получил боевую награду — медаль «За взятие Кенигсберга» (1945). По окончании войны продолжил службу в армии.
После демобилизации в 1950 г. поступил в Уральский государственный университет в Свердловске, по его окончании работал в Уральском филиале АН СССР. Преподавал, защитил кандидатскую, затем докторскую диссертации.
В 1965 году был назначен директором Московского института организации труда в сельском хозяйстве. Затем в Новосибирском академгородке работал первым заместителем председателя Сибирского отделения ВАСХНИЛ.
В 1975 году избран действительным членом ВАСХНИЛ.
По возвращении в Москву руководил Отделом аграрных проблем Института экономики АН СССР (1976—1986).
В 1979—1981 гг. по приглашению правительства Вьетнама организовывал обучение руководящих кадров, активно участвовал в выработке и проведении экономических реформ, за что был награждён Орденом Труда 1-й степени.
В 1989 г. был избран народным депутатом СССР, входил в Межрегиональную депутатскую группу. Работал в Комиссии по экономической реформе и в Совете по предпринимательству.
Один из главных разработчиков Закона о кооперации в СССР.
На Первом съезде кооператоров страны избран президентом Союза объединенных кооперативов СССР.

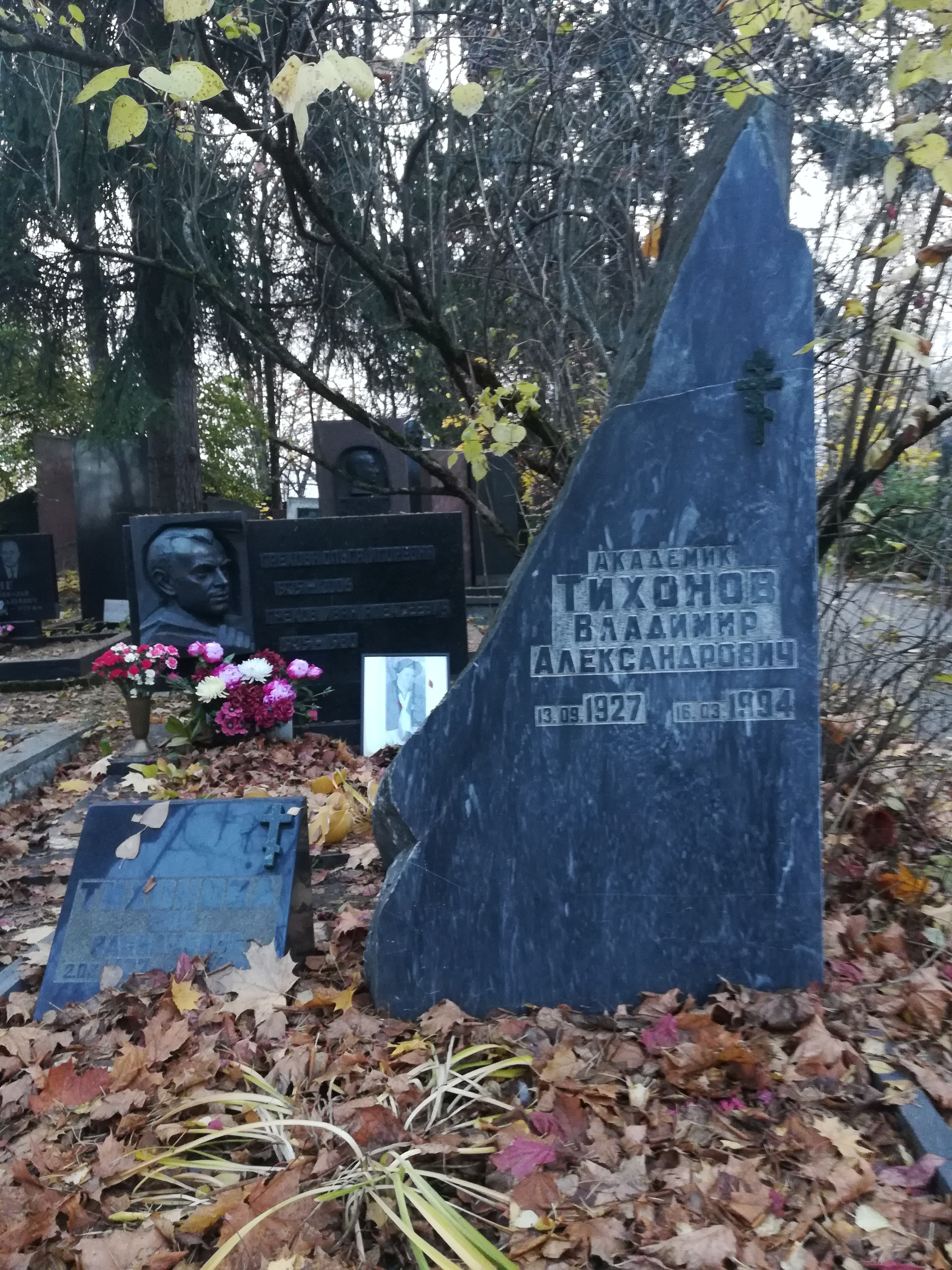
Могила Тихонова на Кунцевском кладбище

После августа 1991 г. входил в Президентский Консультативный Совет, одновременно продолжая научную и преподавательскую деятельность.
Умер в 1994 году, похоронен на Кунцевском кладбище в Москве.

## Сочинения
- Экономика и организация применения техники в сельском хозяйстве. — М. : Колос, 1972. — 343 с.
- Тихонов В. А., Лезина М. Л. Конечный продукт АПК / Отв. ред. А. Г. Зельднер. — М. : Наука, 1985. — 264 с.
- Кооперация: за и против. — М. : ПИК, 1991. — 348,[1] с.